# Neolitsea hiiranensis
Neolitsea hiiranensis là loài thực vật có hoa trong họ Nguyệt quế. Loài này được Tang S. Liu & J.C. Liao miêu tả khoa học đầu tiên năm 1971.